# Henri Décamps
Pour les articles homonymes, voir Décamps.
Henri Décamps, né le 18 décembre 1935 à Paris et mort le 10 janvier 2023 à Toulouse, est un biologiste spécialiste d’écologie des rivières et des paysages fluviaux. Il est membre de l’Académie des sciences depuis 2008 (correspondant en 1993), de l’Académie d'agriculture de France depuis 2004 (correspondant en 1998) et membre d’Academia Europaea depuis 2009. 

## Biographie
Élève du lycée Lapérouse à Albi, il obtient une licence de sciences naturelles et un diplôme d'études approfondies en hydrobiologie à la Faculté des Sciences de l’Université de Toulouse. Il est nommé chercheur au Centre national de la recherche scientifique (CNRS) en 1961. Accédant à l’éméritat en 2001, il est rattaché au laboratoire écologie fonctionnelle et environnement (ECOLAB)

## Travaux scientifiques
Henri Décamps a d’abord travaillé sur l’écologie des insectes aquatiques de l’ordre des Trichoptères, mettant en évidence l’influence du couvert végétal des bassins versants sur la diversité de la faune aquatique des torrents d’altitude dans les Pyrénées. Il a ensuite participé à l’étude des proliférations d’algues planctoniques dans la rivière Lot, et dégagé les causes et les conséquences de ce phénomène. Ce travail l’a amené à lancer deux projets coopératifs : « grands fleuves » dans le cadre du PIREN (Programme de Recherche sur l’Environnement du CNRS) et « écotones » dans le cadre du programme MAB (Man and Biosphere) de l’Unesco. En 1980, il est nommé directeur du Service de la Carte de la Végétation du CNRS, avec pour mission de faire évoluer ce laboratoire de service en laboratoire de recherche en écologie. Il crée alors une équipe sur l’étude des corridors riverains fluviaux, en collaboration avec l’Université de Washington à Seattle. Cette démarche est à l’origine de plusieurs publications sur la structure et le fonctionnement des écosystèmes fluviaux,,,,,,,,,,,. Elle démontre l’importance des zones rivulaires comme interface d’échanges entre les écosystèmes d’eau courante et les écosystèmes terrestres voisins, ce qui conduit à mieux comprendre la dynamique des couverts végétaux riverains, la décomposition de leurs litières et leur rôle dans le recyclage du carbone et de l’azote en zones inondables. Ces résultats ont joué une part importante dans le développement de deux notions phares de l’écologie du paysage : les notions de corridor et de connectivité, particulièrement utilisées en biologie de la conservation. Dans son ouvrage "Écologie du paysage", écrit avec Odile Décamps, il présente une synthèse des avancées en matière d’Écologie du paysage et introduit notamment la notion de Panarchie et esquisse une synthèse entre les approches multiples du paysage (notamment celle des paysagistes par rapport à celle de l'écologie du paysage).
Élu à l’Académie des sciences, Henri Décamps a dirigé un rapport sur les événements climatiques extrêmes, ce qui l’a amené à participer à la rédaction du rapport spécial du GIEC sur cette question. Ses travaux les plus récents  portent sur des questions liées au développement de l’écologie scientifique,,,,.

## Autres fonctions et mandats
Henri Décamps a été Membre du Comité National de la Recherche Scientifique au CNRS. Il a présidé divers comités de recherche dans le cadre des programmes environnementaux du CNRS, du ministère chargé de l’Environnement et de l’Unesco. Il a également présidé « l’International Association for Landscape Ecology » (IALE), le Conseil Scientifique du Comité de Bassin Adour-Garonne et le Groupement d’Intérêt Public « Écosystèmes Forestiers - GIP ECOFOR ».

## Distinctions
- Lauréat de la Memorial Baldi
- Lecture de la Société Internationale de Limnologie
- Médaille d’or de l’Université de Prague
- Membre d’Honneur de la Société Américaine d’Écologie
- Chevalier de la Légion d'honneur[réf. nécessaire]
- Chevalier de l'ordre national du Mérite[réf. nécessaire]
- Officier de l'ordre des Palmes académiques (2018)[27]

L’école de Senouillac dans le Tarn porte son nom depuis 2014 et le collège des Trois Vallées à Salies du Salat, Haute-Garonne, l’adopte comme parrain de son projet d’établissement « La Main à la pâte » en 2018.